# السمفونية الثالثة (بيتهوفن)

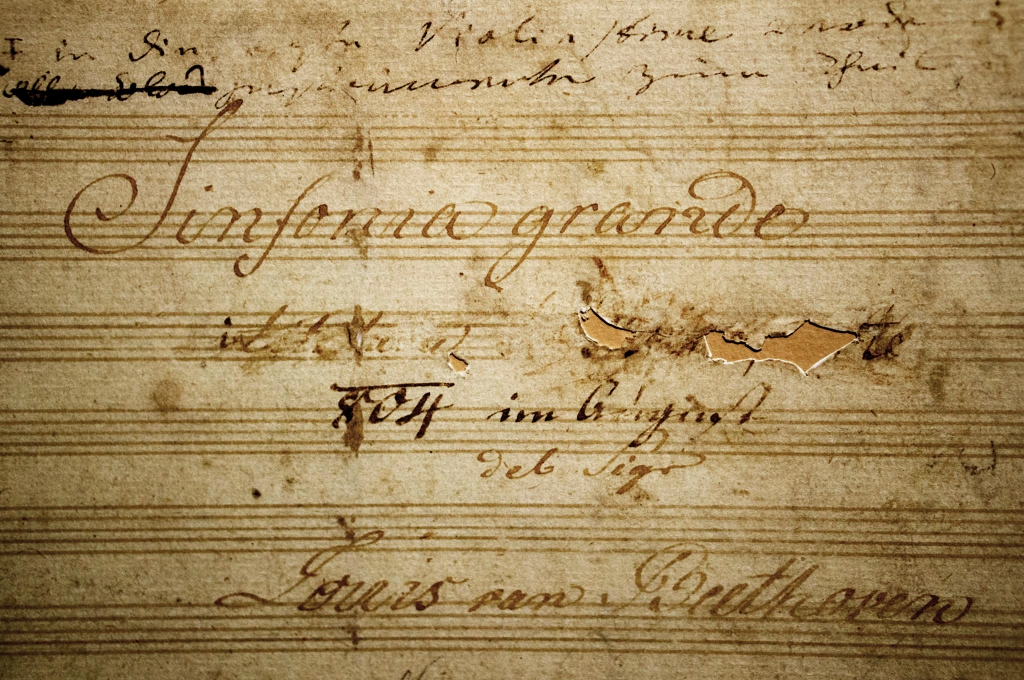
Sinfonia Eroica (1804): تظهر الصفحة الأولى للعمل الأصلي محاولة مسح بيتهوفن إهداء العمل إلى نابليون.

السمفونية الثالثة لبيتهوفن في سلم مي بيمول الكبير تصنيف Op. 55 (والتي تعرف باسم السمفونية البطولية Sinfonia Eroica) هي سمفونية للمؤلف الموسيقار لودفيج فان بيتهوفن من أربع حركات، والتي عمل عليها بين سنتي 1802 و 1803. أتم بيتهوفن العمل في أوائل سنة 1804، وكانت أول قيادة لعزف هذه السمفونية في نيسان/أبريل سنة 1805 في فيينا.
يعد هذا العمل تأليفاً متقن البنيان ذا عمق عاطفي كبير، وهو يمثل بداية مرحلة الإبداع الوسطى في حياة بيتهوفن.
كان بيتهوفن قد أهدى العمل في البداية إلى نابليون بونابرت ثم سحب الإهداء وأهداها لاحقاً إلى الأمير جوزيف فرانتس ماكسيميليان لوبكوفيتز Prince Joseph Franz Maximilian Lobkowitz.

## الآلات الموسيقية والهيئة
يلزم للسمفونية وجود 2 فلوت، و 2 أوبوا، و 2 يراعة، و 2 مزمار، و 3 بوق فرنسي و 2 بوق و 1 دفية بالإضافة إلى الآلات الوترية ذات القوس.
هناك أربع حركات في هذه السمفونية لكل منها سرعة الإيقاع التالية على الترتيب:
1. Allegro con brio
2. Marcia funebre: Adagio assai in C minor
3. Scherzo: Allegro vivace
4. Finale: Allegro molto